# D2-es autópálya (Csehország)
A D2-es autópálya (csehül Dálnice 2) Csehország egyik legfontosabb közlekedési útvonala. Brnót köti össze a cseh–szlovák határral, pontosabban Břeclavval, majd ugyanezen a néven folytatódik Pozsonyig. 
Az első 11 km-nyi szakaszt 1974-ben nyitották meg, míg a legutolsót 1980-ban. Az autópálya teljes hossza 141 km hosszú volt, ám mikor Csehszlovákia kettévált, 61 km-nyi szakasz maradt cseh kézben.
Az autópályán jelentősebb fejlesztések azóta nem történtek. Tervek közt szereplő R55-ös autóút csomópontja Břeclavnál lesz, ezen az autópályán.